# Dynów (Landgemeinde)
Die Gmina wiejska Dynów ist eine Landgemeinde im Powiat Rzeszów der Woiwodschaft Karpatenvorland in Polen, Sitz der Gemeinde ist die Stadt Dynów (deutsch: Dünhof), die jedoch der Gmina nicht angehört. Die Gmina hat eine Fläche von 119 km² und 6836 Einwohner (Stand 31. Dezember 2020).

## Gliederung
Zur Landgemeinde Dynów gehören folgende neun Ortschaften mit Schulzenämtern:
Bachórz
Dąbrówka Starzeńska
Dylągowa
Harta
Laskówka
Łubno
Pawłokoma
Ulanica
Wyręby.

## Baudenkmale
- Kirche św. Zofii in Dylągowa
- Kirche św. Mikołaja in Harta
- Grabkapelle in Dąbrówka Starzeńska
- Burgruine in Dąbrówka Starzeńska
- Bahnhofsgebäude in Bachórz der Schmalspurbahn Przeworsk–Dynów

### Bilder der Baudenkmale

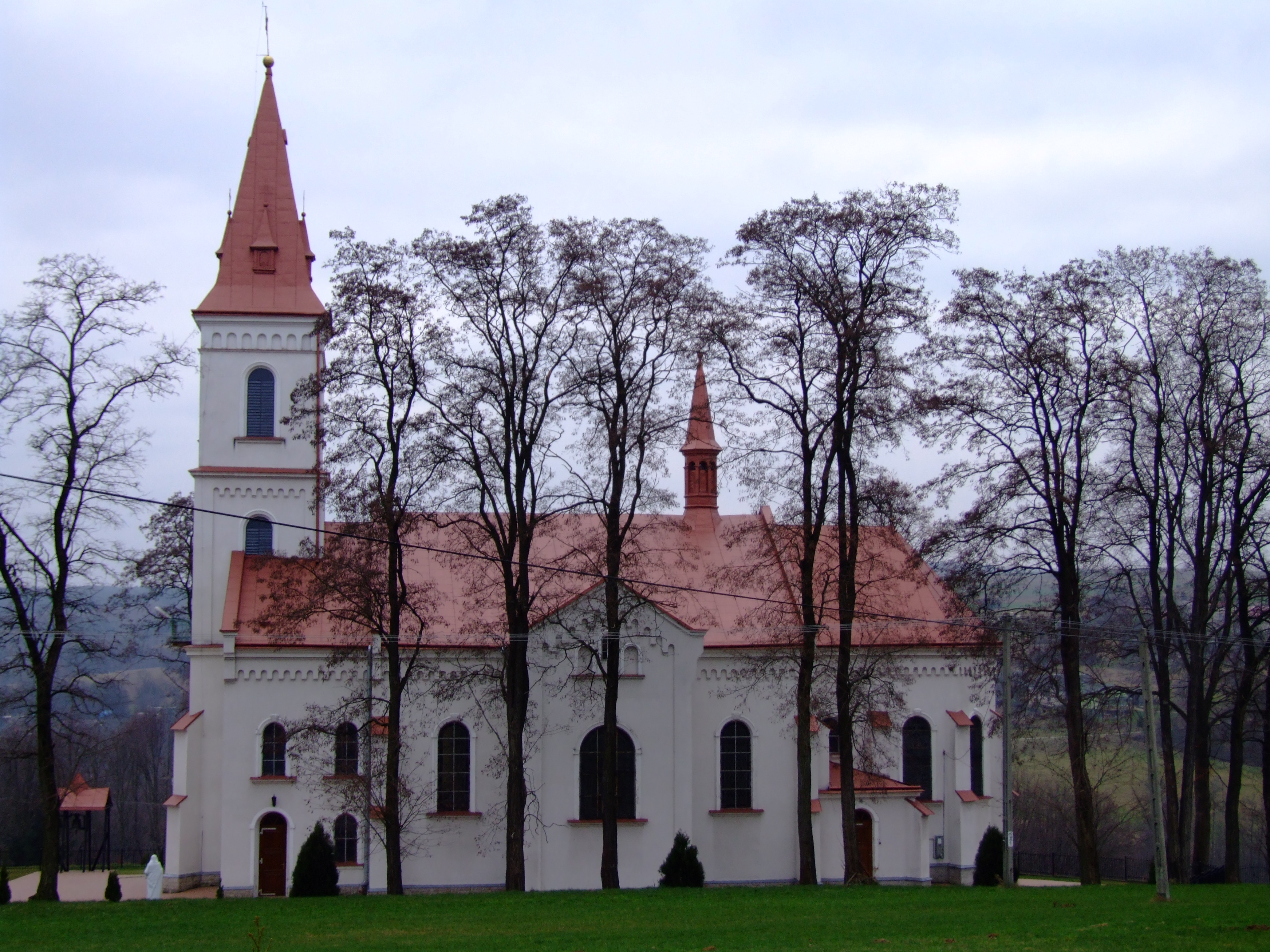
Kirche in Dylągowa
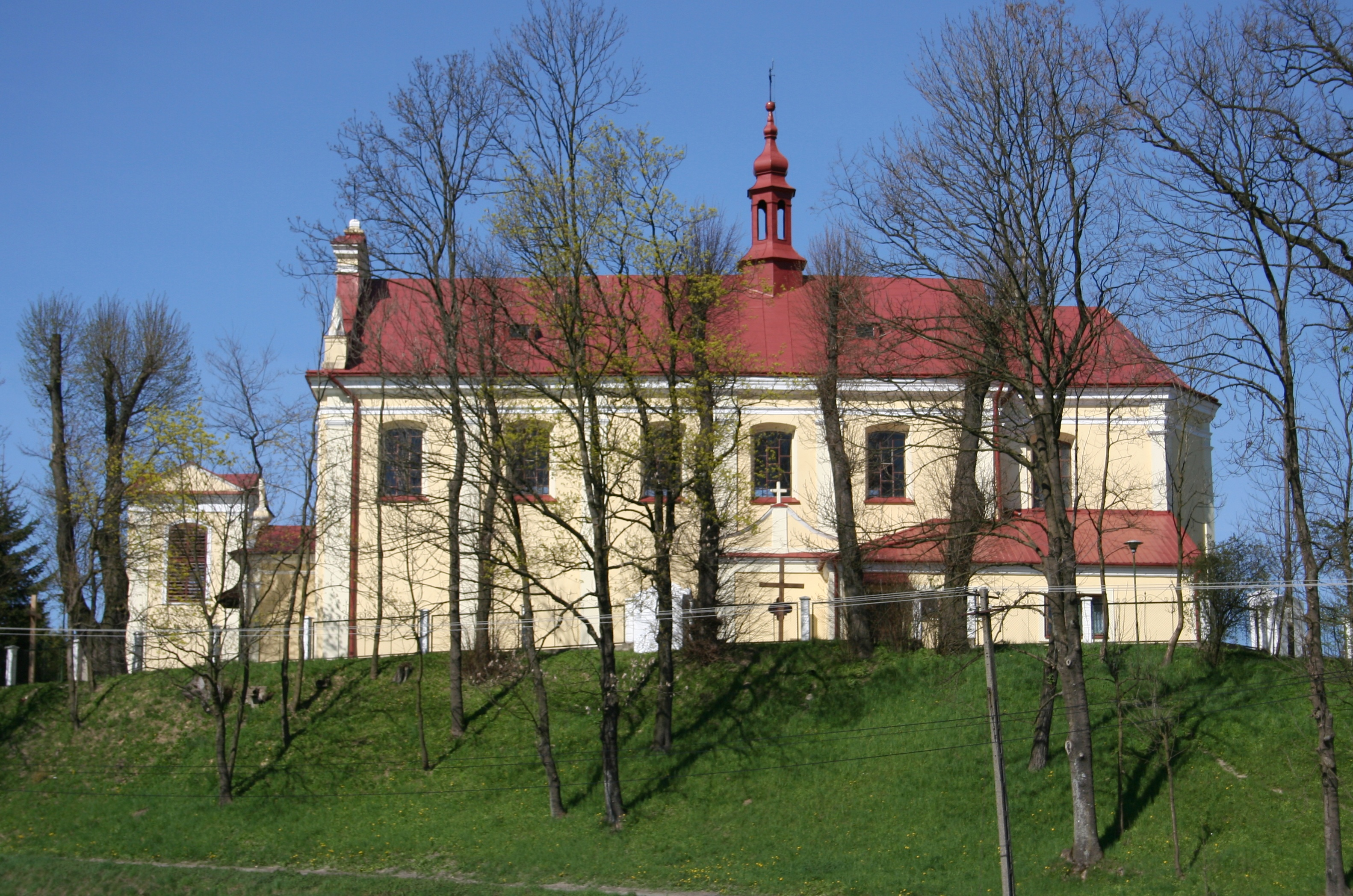
Kirche in Harta
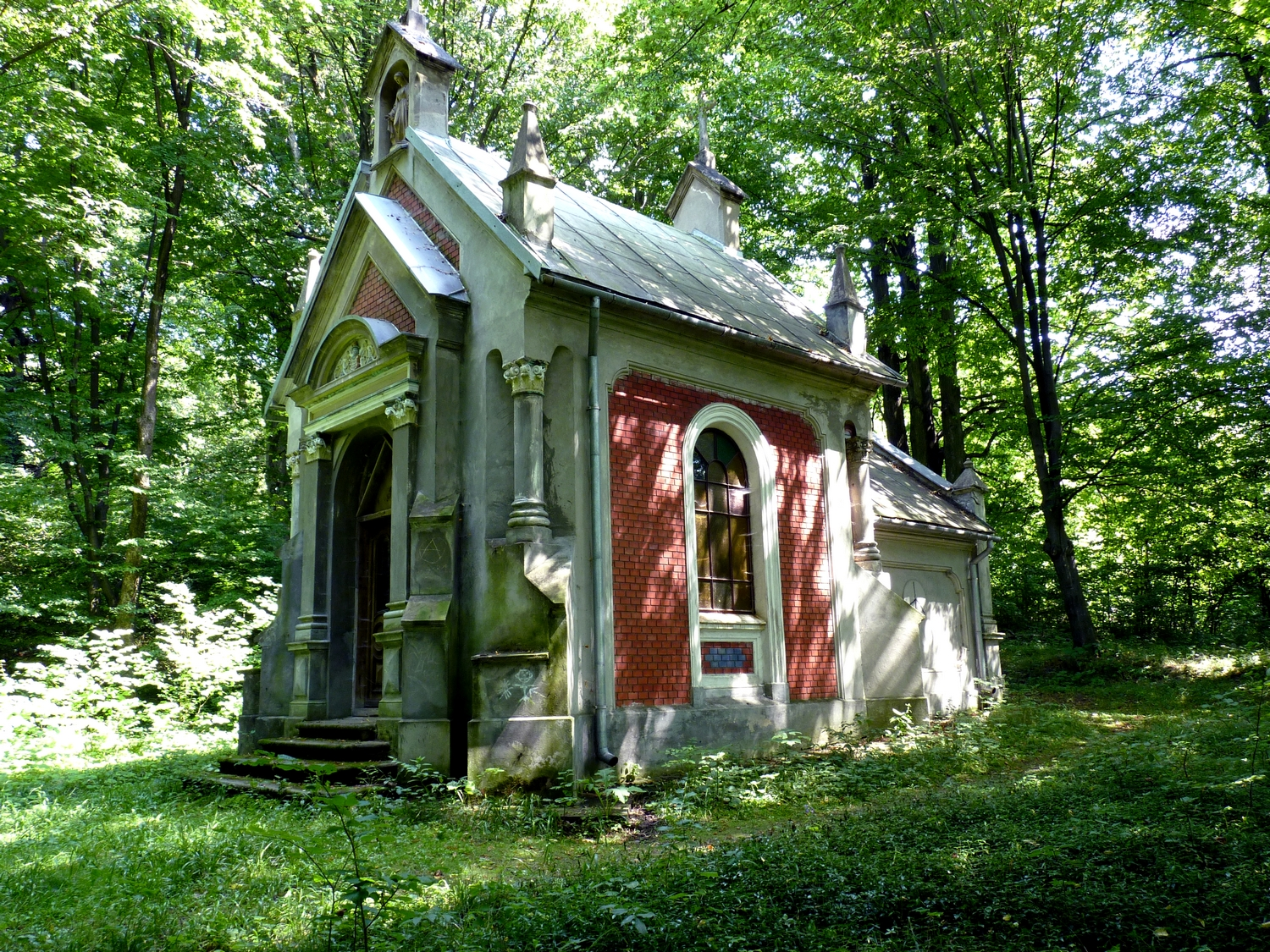
Grabkapelle in Dąbrówka Starzeńska
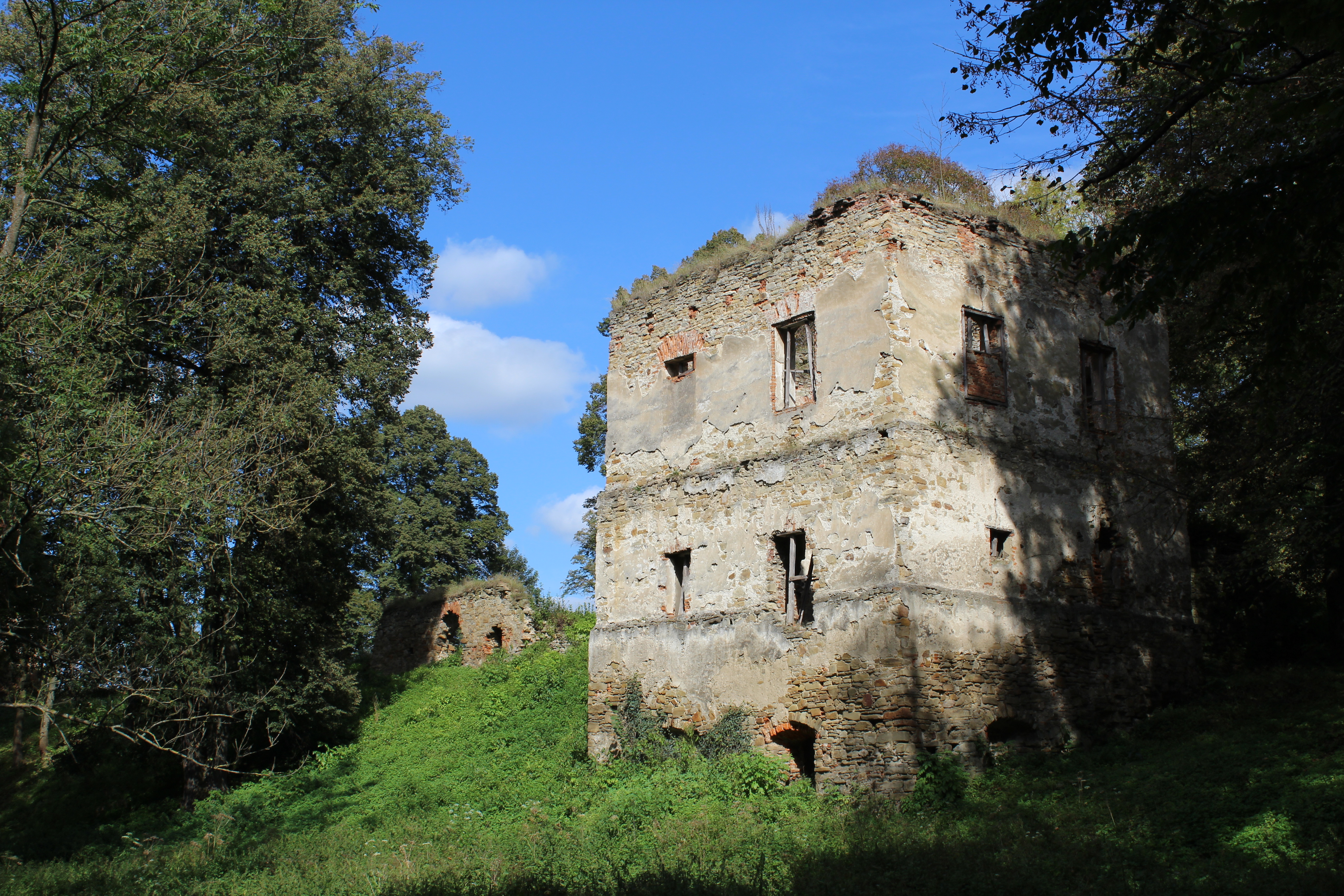
Burgruine in Dąbrówka Starzeńska
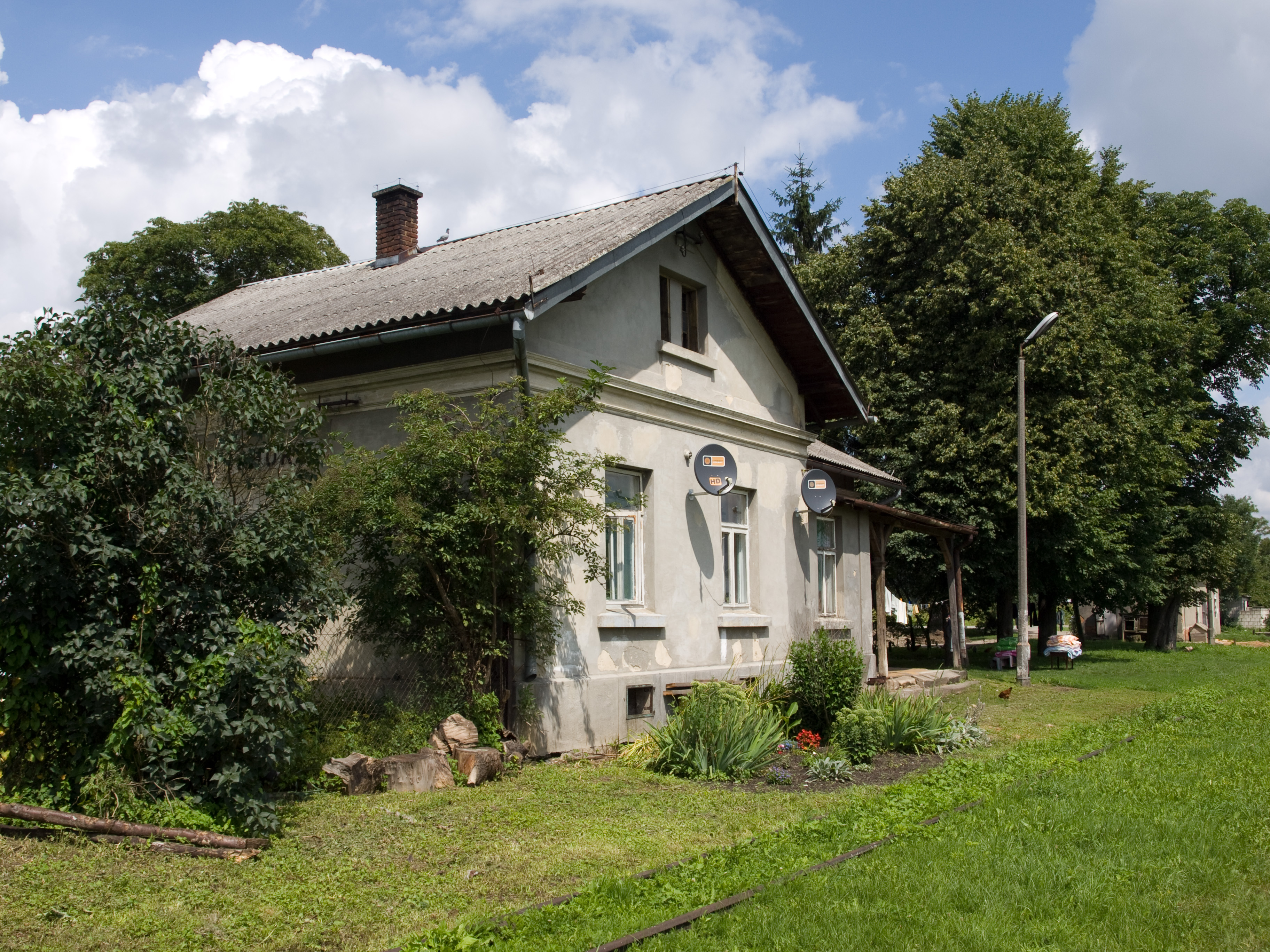
Bahnhofsgebäude in Bachórz